# Chiesa dei Santi Fabiano e Sebastiano (Valdaone)
La chiesa dei Santi Fabiano e Sebastiano è la parrocchiale patronale di Bersone, frazione di Valdaone in Trentino. Fa parte della zona pastorale delle Giudicarie dell'arcidiocesi di Trento e risale al XVI secolo.

## Storia

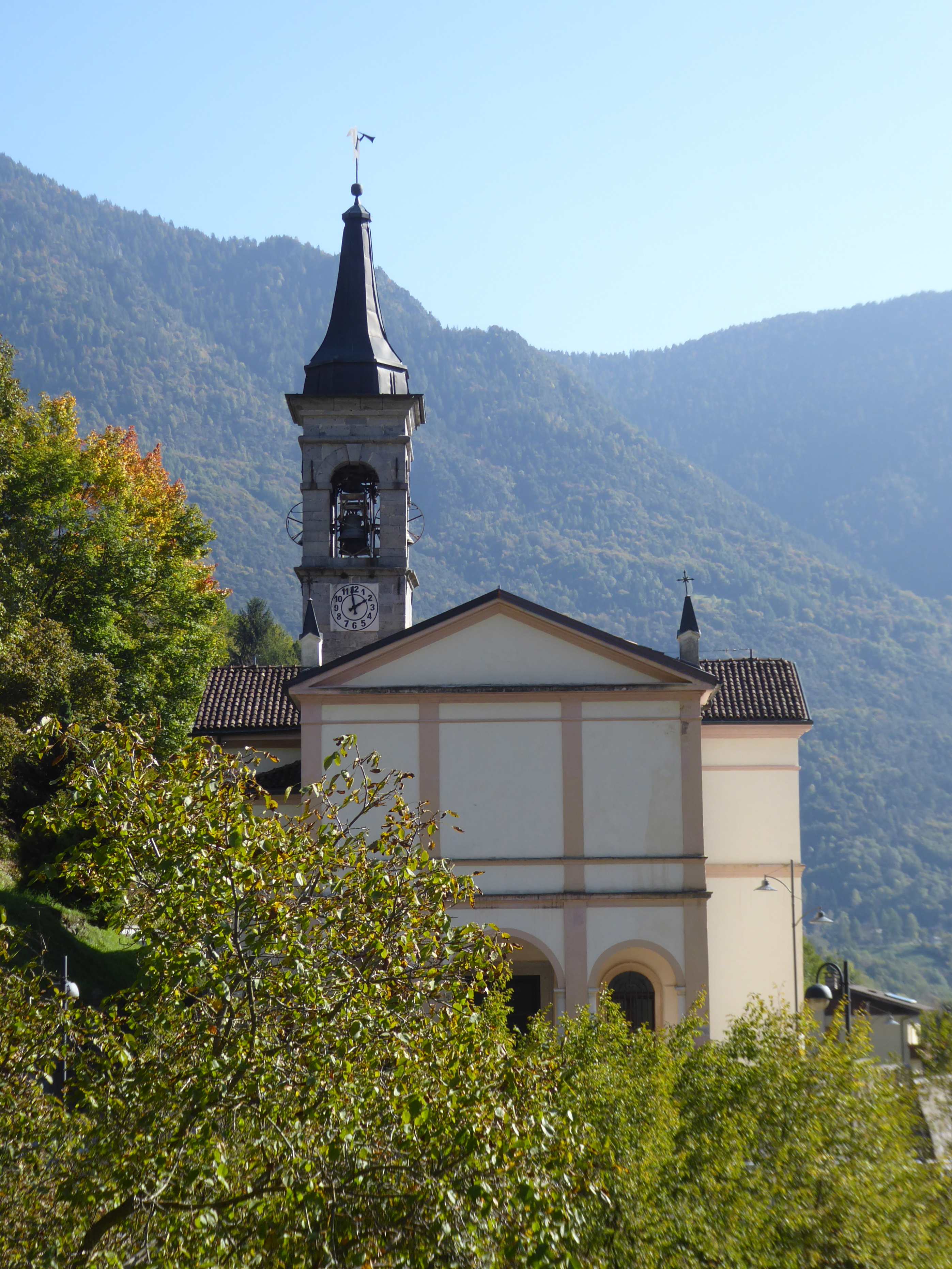
Vista frontale con torre campanaria.

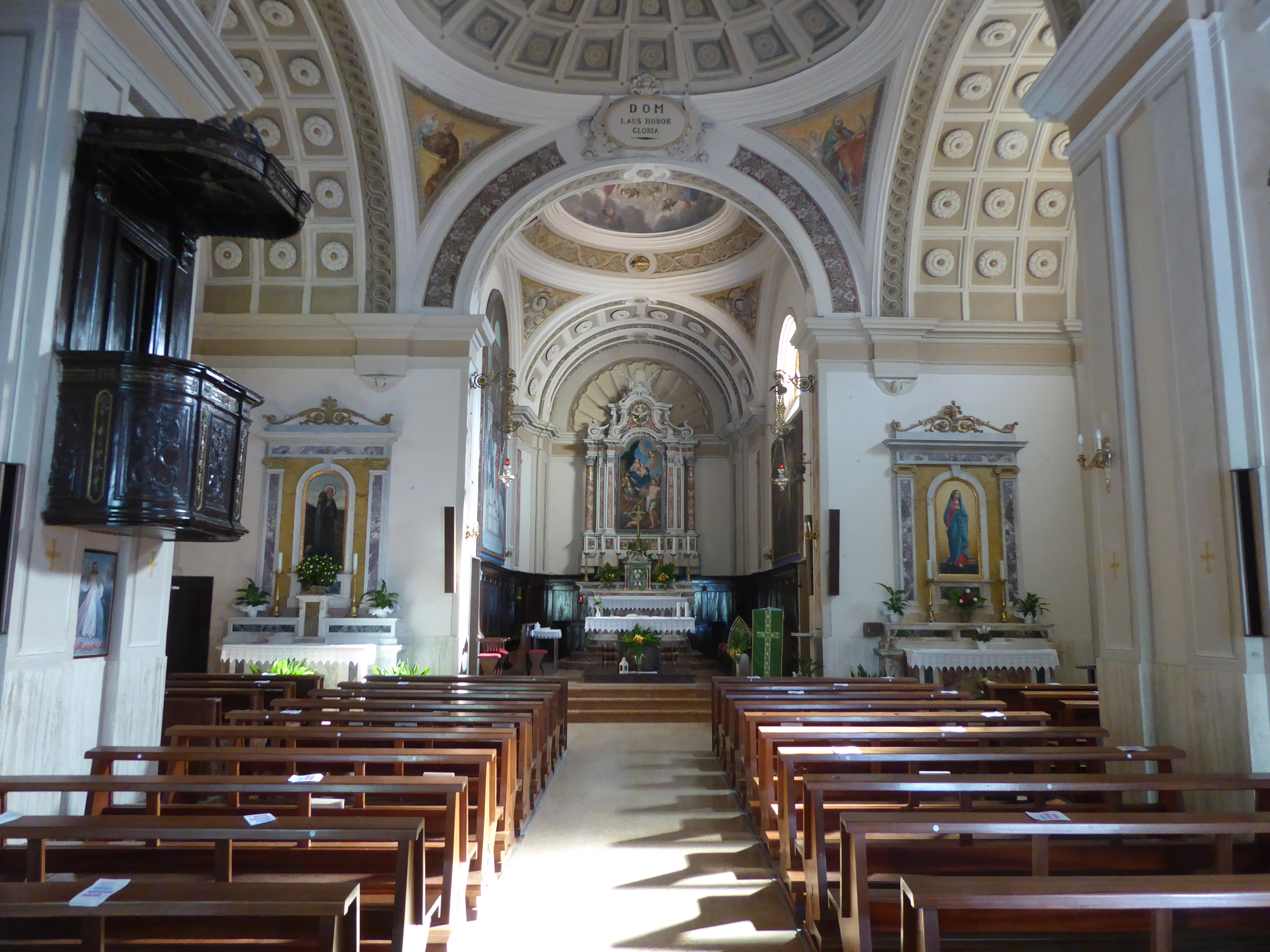
Interno della sala.

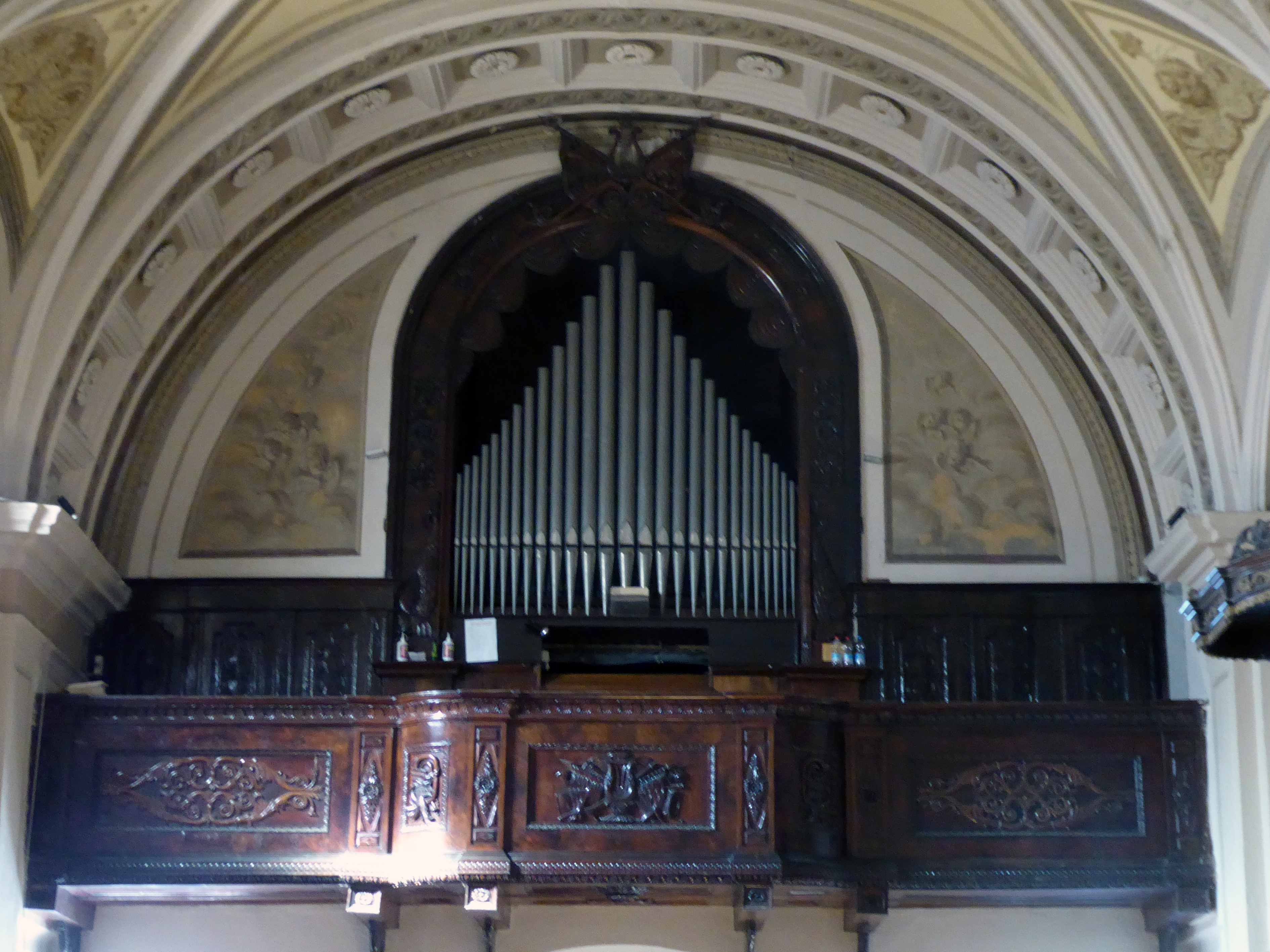
Organo a canne nella cantoria lignea in controfacciata costruito dai Fratelli Aletti di Monza.

Fu Bernardo Clesio, durante la sua visita pastorale del 1537, a documentare per la prima volta il luogo di culto di Bersone. Nel 1648 la chiesa fu elevata a dignità curaziale dipendente dalla pieve di Santa Giustina. La solenne consacrazione venne celebrata nel 1671 durante la visita pastorale di Sigismondo Alfonso Thun. Negli ultimi anni del secolo fu ampliato il locale della sagrestia.
Nel 1804 ebbe la concessione del fonte battesimale e all'inizio della seconda metà del secolo vennero rifatte le coperture di chiesa e torre campanaria, inoltre nelle cella di quest'ultima furono inserite cinque campane nuove e il presbiterio venne rinnovato. Nel 1860 l'aggiunta di due elementi laterali come transetto nella sala ne trasformarono la pianta in croce latina. Ultimati i lavori di ampliamento venne celebrata la nuova consacrazione nel 1867. Entro il 1870 la chiesa fu dotata di un nuovo organo a canne costruito dai Fratelli Aletti di Monza.
Nel primo dopoguerra del XX secolo venne restaurata per i danni subiti durante il conflitto, vennero sostituite le campane requisite nel periodo bellico e fu arricchita di un nuovo impianto decorativo. Venne elevata a dignità di chiesa parrocchiale nel 1928. Tra il 1935 e il 1937 vennero installate nuove campane e nuove vetrate. Nel primo decennio della seconda metà del secolo fu oggetto di importanti lavori di restauro e conservazione che riguardarono le coperture e la protezione dall'umidità delle strutture murarie. In seguito venne rifatta la pavimentazione della sala, fu aggiornato l'impianto elettrico e venne edificata la nuova sagrestia.
Negli anni settanta è stato realizzato l'adeguamento liturgico posizionando l'altare postconciliare e l'ambone. Rimane l'altare maggiore che conserva il tabernacolo per custodia eucaristica e le balaustre sono state rimosse.

## Descrizione

### Esterni
La chiesa, che mostra orientamento verso sud-est, si trova in posizione leggermente elevata nella parte nord dell'abitato di Bersone. La facciata è preceduta da un avancorpo che la copre completamente sostenuto da quattro pilastri con semicolonne addossati e caratterizzato da cinque fornici, due laterali e tre frontali, con arco a tutto sesto. Nell'insieme l'aspetto è neoclassico con il grande frontone triangolare superiore. Le fiancate si allargano in corrispondenza del transetto. 

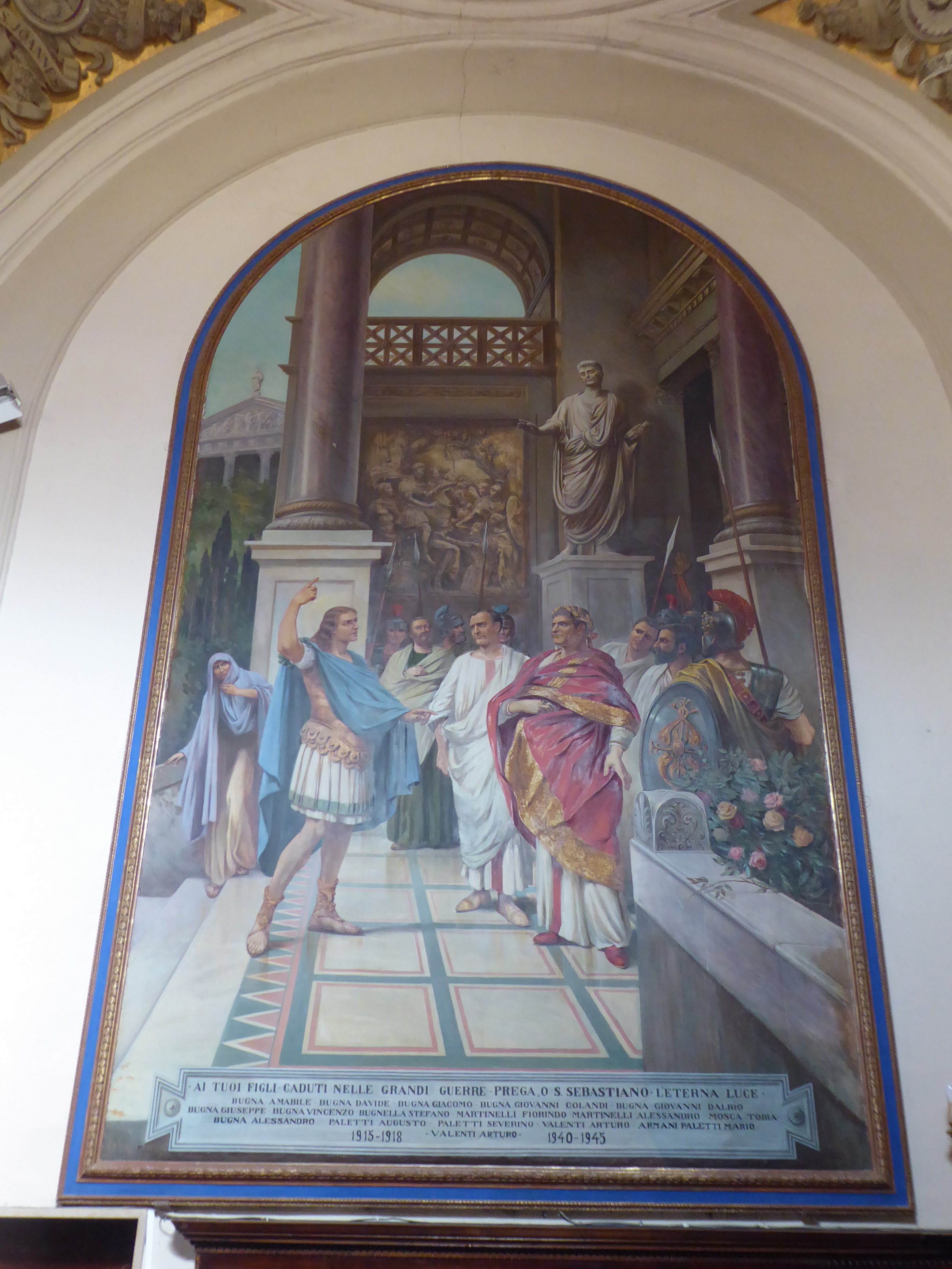
Dipinto con scena della vita di San Sebastiano posta a ricordo delle vittime delle due guerre mondiali.

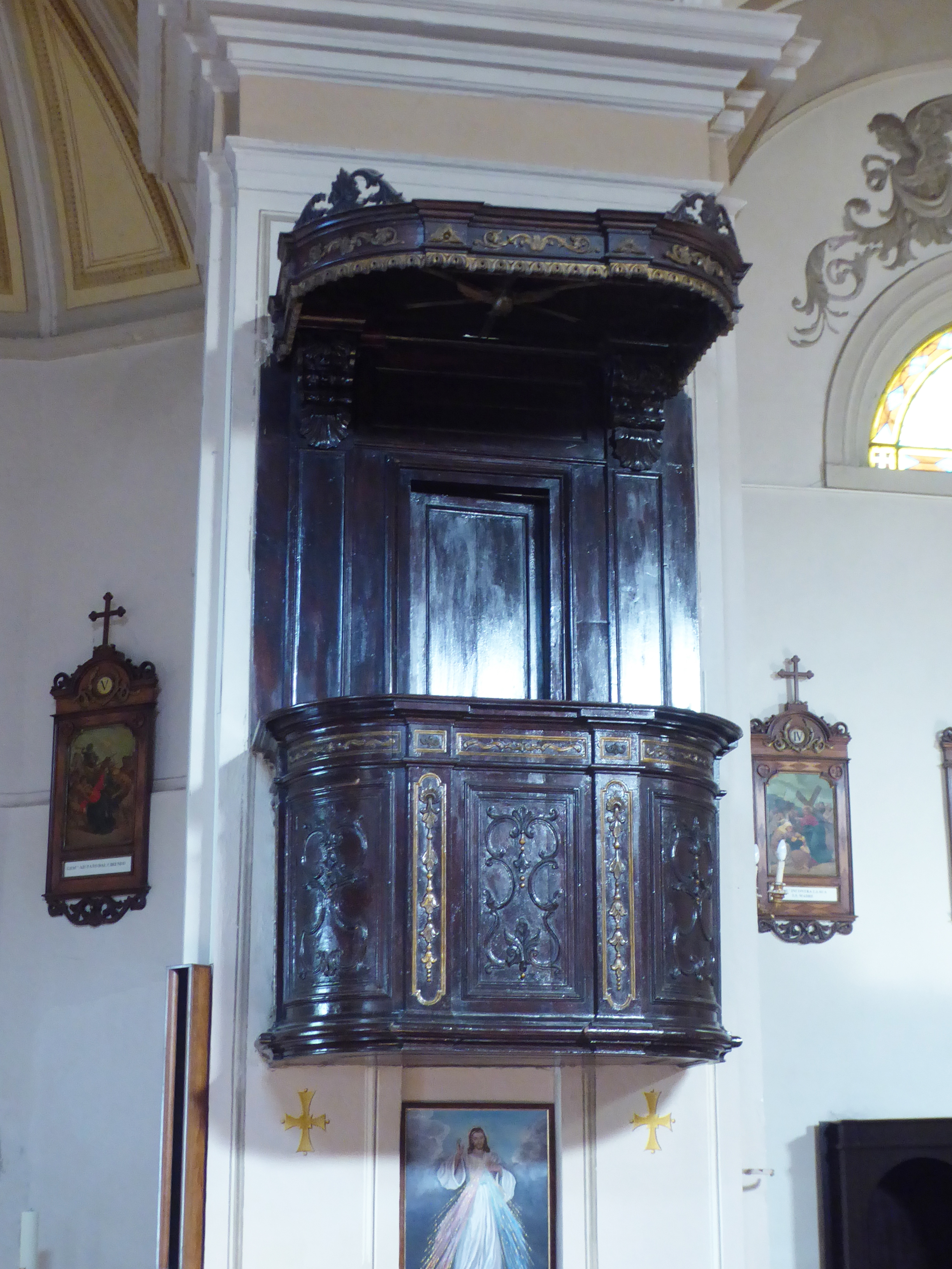
Pulpito.

La torre campanaria si alza in posizione arretrata sulla sinistra, addossata al corpo dell'edificio dietro il transetto. La costruzione è in pietra a vista, con orologio e cella campanaria che si apre con quattro finestre a monofora]. La copertura è in lamiera ed ha la forma di piramide curvilinea allungata a base quadrata.

### Interni
La navata interna è unica con pianta a croce latina. La parte presbiteriale è leggermente rialzata ed è priva di balaustre. La pala d'altare posta dietro l'altare maggiore preconciliare raffigura anche San Sebastiano e risale al XVIII secolo. Nel presbiterio sono presenti due tele di fattura artigianale. Quella a sinistra, oltre a ricordare scene della vita di Sebastiano, è stata posta a ricordo dei caduti durante le due guerre mondiali. Di maggiore importanza artistica sono la cantoria in controfacciata e il pulpito nella sala in legno scolpito.